# Lepidocolaptes falcinellus
El trepatroncos festoneado (Lepidocolaptes falcinellus), también denominado chinchero escamado (en Argentina y Paraguay) o trepador escamado (en Uruguay), es una especie de ave paseriforme de la familia Furnariidae, subfamilia Dendrocolaptinae, perteneciente al numeroso género Lepidocolaptes. Es nativa del sureste de Sudamérica.

## Distribución y hábitat
Se distribuye por el sureste y sur de Brasil, desde el noreste de São Paulo (margen sur del río Paraíba do Sul) hacia el sur hasta el sur de Rio Grande do Sul, también en el adyacente sureste de Paraguay (Alto Paraná), noreste de Argentina (Misiones, noreste de Corrientes) y extremo noreste de Uruguay.
Esta especie es considerada bastante común pero local, en sus hábitats naturales: el interior y los bordes de las selvas húmedas montanas de la Mata Atlántica, incluyendo los bosques dominados por araucarias, por debajo de los 1600 metros de altitud.

## Sistemática

### Descripción original
La especie L. falcinellus fue descrita por primera vez por los ornitólogos alemanes Jean Cabanis y Ferdinand Heine en 1860 bajo el nombre científico Thripobrotus falcinellus; su localidad tipo es: «Montevideo y Buenos Aires; error = probablemente São Paulo, Brasil.».

### Etimología
El nombre genérico masculino «Lepidocolaptes» se compone de las palabras del griego «λεπις lepis, λεπιδος lepidos»: escama, floco, y «κολαπτης kolaptēs»: picador; significando «picador con escamas»;   y el nombre de la especie «falcinellus», proviene del latín moderno, diminutivo de «falx, falcis»: pequeña hoz, en relación con el perfil del pico.

### Taxonomía
Es hermana de Lepidocolaptes squamatus; anteriormente fueron consideradas conespecíficas, pero las poblaciones son separadas por la depresión del río Paraíba do Sul, en el norte de São Paulo, y difieren significativamente en tres características del plumaje: el patrón de la corona, y la coloración del dorso y de la cola y en las medidas; esta depresión asociada al río, sirve como límite para varios otros taxones bien definidos. Es monotípica.